# 大城墳丘墓
大城墳丘墓（おおしろふんきゅうぼ）は、島根県隠岐郡隠岐の島町西町にある墳丘墓。形状は四隅突出型墳丘墓。島根県指定史跡に指定されている（指定名称は「大城遺跡」）。

## 概要
隠岐諸島の主島の島後において、最大平野の八尾平野（やびへいや）に接する丘陵尾根上に築造された弥生墳丘墓である。1998年（平成10年）に発見・発掘調査が実施され、現在は復原整備がなされている。
墳形は四隅突出形。推定墳丘長は長辺（東西）18メートル、短辺（南北）10-12メートル。ただし南側は丘陵急斜面のため、現在までに崩れ落ちて欠失している。また東側・西側では尾根筋を溝状に切って整形されるが、そのうち西側溝斜面では人頭大の貼石が検出されている。埋葬施設は墳丘中央に位置し、大きさは2.30メートル×1.30メートルで、組合式木棺片とともに管玉10個・弥生土器片が検出されている。四隅突出型墳丘墓は出雲地方を中心に日本海沿岸に分布する形式であるが、隠岐諸島では本墳墓が唯一となる点が注目される。
墳墓域は2000年（平成12年）に「大城遺跡」として島根県指定史跡に指定されている。

## 遺跡歴
- 昭和40年（1965年）頃、グラウンド造成中に大城遺跡の発見[1]。
- 1998年（平成10年）、総合体育館建設の事前調査で大城墳丘墓の発見[1]。
- 2000年（平成12年）3月28日、「大城遺跡」の名称で島根県指定史跡に指定[2]。

## 文化財

### 島根県指定文化財
- 史跡
  - 大城遺跡 - 2000年（平成12年）3月28日指定[2]。